# 香山战斗
香山战斗是第二次中日战争期间发生于东平县的一场反扫荡战斗。

## 背景
1938年，八路军115师东进支队进入山东。次年3月8日，主力部队进驻东平。14日同山东纵队第六支队会师。日军闻讯集结军队准备扫荡。

## 战斗经过
3月16日，兖州、汶上、宁阳、肥城、东平等县市日军及皇协军1000余人开始扫荡东平。第六支队司令员刘海涛、政委张北华随后在香山一带布防。
次日，日军来犯，战斗打响。第六支队数次击退敌人进攻。不久，115师代师长陈光率部增援，经过两小时激战，将敌人击溃，取得反扫荡的胜利。

## 后续
战斗之后，当地百姓杀猪宰羊犒劳八路军，附近许多地区民众主动参加烈士遗体安放仪式。
13名烈士遗体被安放在香山，1965年迁葬于东平烈士陵园。
2007年12月，香山战斗纪念地成为东平县党史教育基地。